# Novell Linux Desktop
Novell Linux Desktop – zestaw oprogramowania systemowego i użytkowego, stanowiący kompletną platformę biurową do zastosowań ogólnych i specjalistycznych, np. w kioskach informacyjnych, urzędach i innych publicznych miejscach, gdzie nie ma użytkowników posiadających stałe konta.
Novell Linux Desktop 9 jest gotowy do natychmiastowego uruchomienia. Obejmuje system operacyjny oparty na dystrybucji SUSE Linux oraz aplikacje i narzędzia biurowe, w tym:
- pakiet oprogramowania biurowego OpenOffice.org w wersji przygotowanej przez firmę Novell, obejmujący edytor tekstu, arkusz kalkulacyjny i program do prezentacji.
- przeglądarkę Mozilla Firefox
- Novell Evolution - linuksowy klient pocztowy integrujący funkcje poczty elektronicznej, kalendarzy, obsługi kontaktów i list zadań
- mechanizmy integracji z oprogramowaniem Novell ZENworks Linux Management, ułatwiającym administratorom wdrażanie, konfigurowanie i uaktualnianie biurowych systemów Linux i oprogramowania całego przedsiębiorstwa oraz zarządzanie nim z centralnej lokalizacji.